# エストニア国立交響楽団
エストニア国立交響楽団 (エストニアこくりつこうきょうがくだん、エストニア語: Eesti Riiklik Sümfooniaorkester、略称：ERSO) は、エストニアのタリンに本拠を置く国立のオーケストラ。

## 概要
1926年に弦楽トリオとして発足。初期は小さな編成の放送オーケストラだった。
1939年には、初代首席指揮者オラフ・ルーツのもとで、放送録音の他、一般聴衆を対象にした公演を行う。1950年からのロマン・マツォフが首席指揮者の時代に、楽員数を増やし多彩なプログラムを組んだ。

1963年にネーメ・ヤルヴィが首席指揮者に就任後、録音、楽旅、放送出演などにより楽団は大きな発展を遂げた。
ペルト、トゥビン、トゥールなどの自国の現代作曲家達の作品を積極的に紹介している。

2003年にイタリア、2009年、2013年、2018年にアメリカ、2016年に中国、2023年にはイギリスへツアーを行い、数多くの音楽祭にも出演している。

2002年からパーヴォ・ヤルヴィが芸術顧問、2010年からはネーメ・ヤルヴィが二度目の首席指揮者(兼芸術監督)を務めた。

## 首席指揮者
- オラフ・ルーツ（1939年–1944年）
- ポール・カープ（1944年–1950年）
- ロマン・マツォフ（1950年–1963年）
- ネーメ・ヤルヴィ（1963年–1979年）
- ペーテル・リリェ（1980年–1990年）
- レオ・クレーマー（1991年–1993年）
- アルヴォ・ヴォルマー（1993年–2001年）
- ニコライ・アレクセーエフ (2001年–2010年)
- ネーメ・ヤルヴィ（2010年–2020年）
- オラリ・エルツ（2020年- ）